# Acanthothecis
Acanthothecis es un género de hongo liquenizado de la familia Graphidaceae. Este género fue descrito por primera vez por Frederic Edward Clements en 1909.